# Kix
I Kix sono un gruppo hard & heavy formato a Hagerstown (Maryland) nel 1978.

## Storia
Il gruppo si forma a Hagerstown (Maryland) nel 1978. Originariamente, il nome scelto per la band era "Shooze" poi cambiato in "Generators", e dopo, variando leggermente formazione in Kix. Iniziarono la carriera come cover band, fino a quando firmarono con la Atlantic Records e pubblicarono l'album di debutto Kix nel 1981. Seguirono tour di successo con grandi artisti come Cheap Trick, Ted Nugent, Triumph, Judas Priest e Krokus. Nel 1983 pubblicano Cool Kids, disco dalle sonorità più leggere, commerciali e influenzate dal pop metal. Il disco viene prodotto dall'inglese Pete Solley, che era stato tastierista degli Whitesnake, e sono presenti due cover: "Burning Love" degli Spider e "Body Talk" di Nick Gilder. L'album venne registrato con Brad Divens che sostituì Ronnie Younkins. Quest'ultimo si spostò a Los Angeles, per raggiungere per un breve periodo i Kid Rocker prima di tornare nella formazione dei Kix.
La band firmò un contratto con il produttore Beau Hill e nel 1985 realizzano l'album Midnite Dynamite con l'omonimo singolo e i brani funk rock "Cold Shower" e "Sex". Il batterista Anton Fig partecipò all'album come ospite speciale. Il gruppo tese ad orientarsi verso la West Coast cominciando a farsi notare nella Los Angeles dell'hair metal. Come supporto al disco, i Kix suonarono con gli Aerosmith. Inoltre nel 1987 Whiteman e Chalfant parteciparono come ospiti speciali all'album Love Is for Suckers dei Twisted Sister.

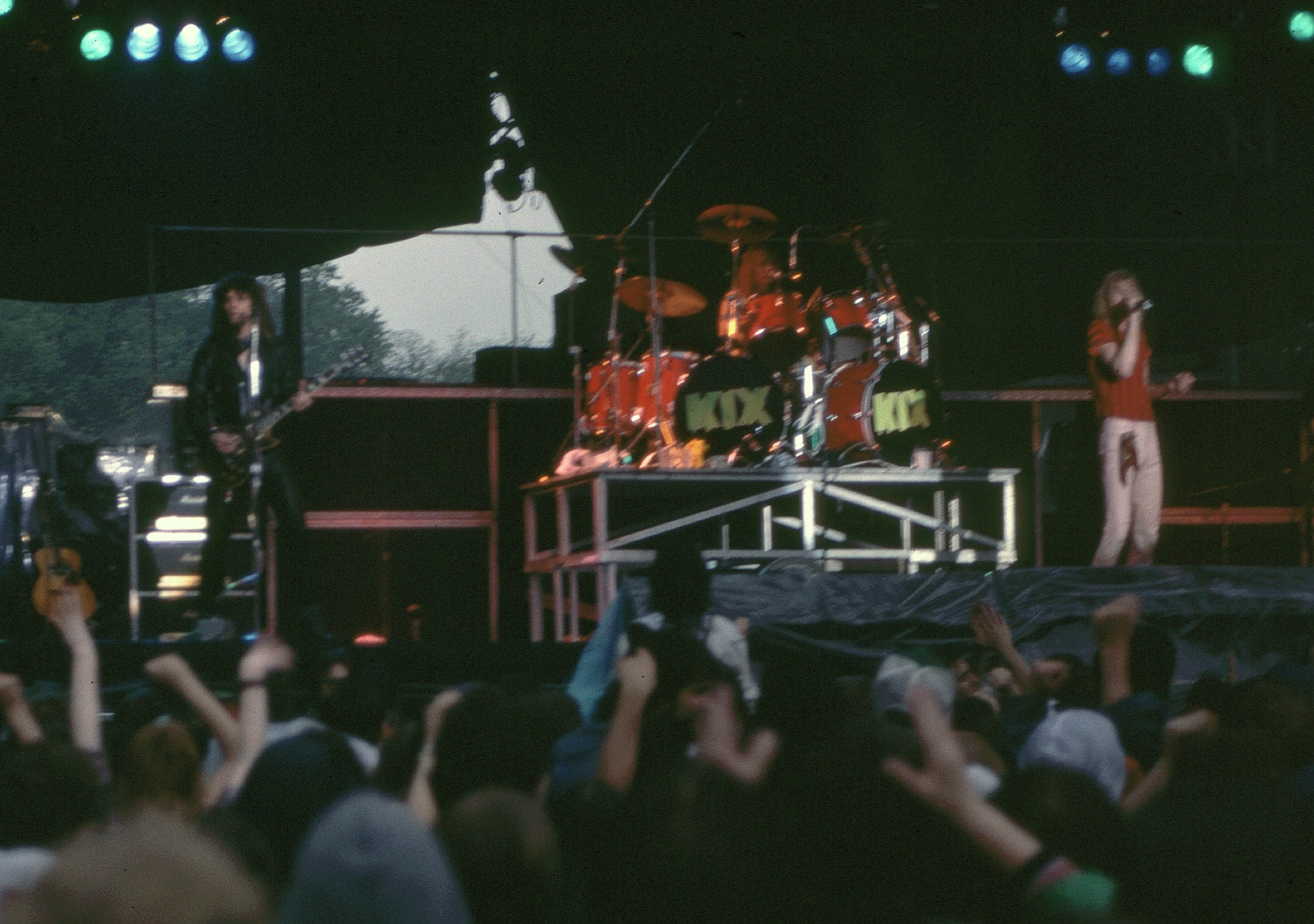
I Kix in concerto nel 1983

Il disco Blow My Fuse venne pubblicato nel 1988. Alla composizione dei brani parteciparono nuovamente Purnell con Marc Tanner, John Palumbo, Taylor Rhodes e Bob Halligan Jr. Prodotto da Tom Werman, Duane Baron e John Purdell fu il disco della band che ottenne le maggiori vendite, grazie soprattutto alla power ballad "Don't Close Your Eyes" che raggiunse la posizione nº 11 nella classifica dei singoli più venduti. Seguì un tour in supporto di noti artisti come AC/DC, Aerosmith, David Lee Roth.
In questo stesso anno visitarono la Gran Bretagna suonando per tre date, inclusa una al locale Edwards No 8 di Birmingham, di supporto a Yngwie Malmsteen al Dominion Theatre di Londra e come headliner allo storico Marquee Club. Ritornati negli States, Younkins si prese una pausa riabilitativa causata dall'abuso di droghe, per poi ritornare l'anno successivo. I Kix tornarono in tour con i Ratt e Britny Fox nel primo 1989.
Dopo aver pubblicato il quinto album Hot Wire nel 1991, venne realizzato il disco dal vivo Live nel 1993, prima in Giappone poi negli States, ma mai nel Regno Unito. Durante il tour di Hot Wire, il chitarrista Brian Forsythe abbandonò la band sostituito da Jimi K. Bones, ex membro degli Skin N' Bones. L'era del grunge cominciò ad espandersi dai primi anni novanta, causando un forte declino del genere heavy metal. I Kix vennero abbandonati dalla Atlantic nel 1994, passando dunque alla CMC International. La band vide anche il ritorno del chitarrista Forsythe. L'anno successivo pubblicheranno il sesto album Show Business. Il chitarrista Pat DeMent sostituì temporaneamente Forsythe durante il relativo tour promozionale, ma quest'ultimo ritornerà verso le ultime date. Il disco, a causa delle nuove correnti musicali, passò totalmente inosservato. Il gruppo in declino si sciolse nel 1996.

### Dopo lo scioglimento
I membri poi intrapresero strade separate: Whiteman fondò una band stilisticamente simile ai Kix chiamata Funny Money. Con loro pubblicherà diversi album a partire dal 1998. Whiteman partecipò anche in qualità di cantante ad una versione del brano "Foolin'" dei Def Leppard nell'album tributo Leppardmania del 2000.
Nel 1998 Forsythe formò una band con il cantante George Dolivo dei Rhino Bucket, il bassista Reeve Downes e il batterista Rick Wright, chiamata Deep Six Holiday. La band aprì un concerto per gli L.A. Guns prima di sciogliersi. Forsythe poi entrò nei Rhino Bucket. Younkins di spostò a Baltimora ed entrò nella band Jeremy and the Suicide.
Nel 2004 emersero delle voci diffuse in internet nel quale si vociferava che il batterista Jimmy Chalfont rimase ucciso in un incidente a Smithsburg, in Maryland. Questo fu un errore poi smentito, poiché rimase ucciso suo fratello John Stewart.

### Reunion

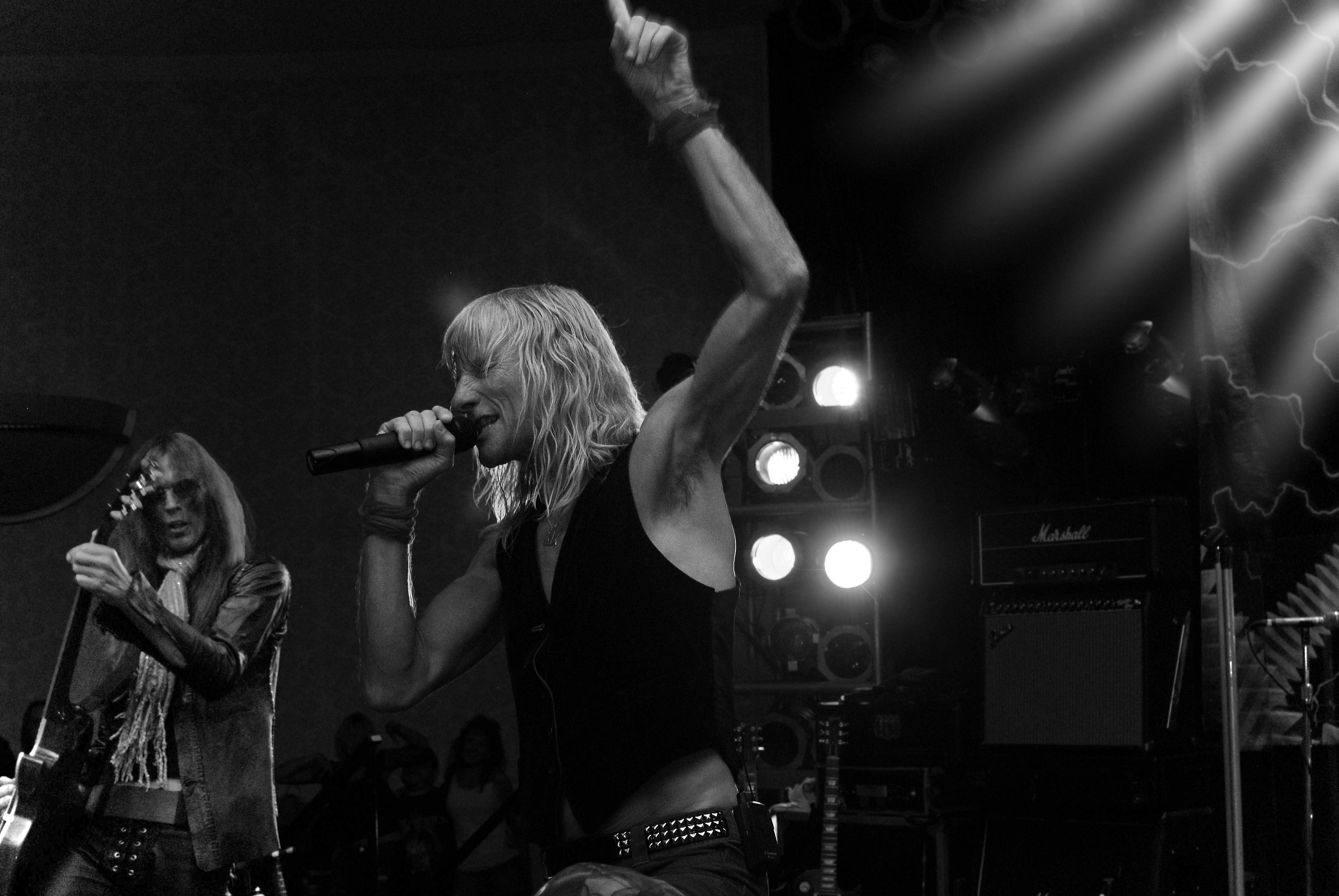
Steve Whiteman nel 2010

I Kix si riunirono nel 2004, suonando il primo concerto nel settembre di quell'anno. La formazione era composta da Steve Whiteman, Ronnie Younkins, Brian Forsythe, il batterista Jimmy Chalfant con l'aggiunta del nuovo bassista Mark Schenker (già membro dei Funny Money di Whiteman) a sostituzione di Donnie Purnell, che non volle riprendere il progetto con gli ex colleghi.
Il 7 agosto 2012 il gruppo firma con l'etichetta italiana Frontiers Records per la pubblicazione di un CD/DVD intitolato Live in Baltimore.
Il 18 giugno 2014 la band annuncia la pubblicazione di Rock Your Face Off, il suo primo album di inediti dopo oltre 19 anni. Il disco viene ottimamente accolto da pubblico e critica.
Nel 2016 viene pubblicato il documentario Can't Stop the Show: The Return of Kix che mostra il gruppo impegnato nella realizzazione dell'ultimo album.

## Formazione

### Formazione attuale
- Steve Whiteman – voce, armonica, sassofono (1978-1996, 2003-oggi)
- Ronnie Younkins – chitarre (1978-1982, 1983-1995, 2003-oggi)
- Brian Forsythe – chitarre (1977-1993, 1994-1995, 2003-oggi)
- Mark Schenker – basso (2003-oggi)
- Jimmy Chalfant – batteria, percussioni (1979-1985, 1985-1995, 2003-oggi)

### Ex componenti
- Donnie Purnell – basso, tastiere, pianoforte (1978-1995)
- Donnie Spence – batteria (1978-1979)
- Brad Divens – chitarre (1982-1983)
- Jimi K. Bones – chitarre (1992)
- Pat DeMent – chitarre (1995)

## Discografia
Album in studio
- 1981 - Kix
- 1983 - Cool Kids
- 1985 - Midnite Dynamite
- 1988 - Blow My Fuse
- 1991 - Hot Wire
- 1995 - Show Business
- 2014 - Rock Your Face Off

Live
- 1993 - Live
- 2012 - Live in Baltimore

Raccolte
- 2002 - The Essentials

Singoli
- 1983 - Body Talk
- 1985 - Midnite Dynamite
- 1985 - Cold Shower
- 1989 - Get It While It's Hot
- 1989 - Don't Close Your Eyes
- 1989 - Cold Blood
- 1989 - Blow My Fuse
- 1991 - Girl Money
- 2014 - Love Me with Your Top Down
- 2014 - Wheels in Motion

## Videografia
- Blow My Fuse: The Videos (1989)
- Live in Baltimore (2012)
- Can't Stop the Show: The Return of Kix (2016)